# エイリアン・ライジング
『エイリアン・ライジング』（原題: Unearthed）は、2007年のアメリカ映画。日本ではビデオスルーとして、2009年1月23日にDVDが発売された。

## キャスト
- アニー・フリン保安官：エマニュエル・ヴォージア
- ケール：ルーク・ゴス
- ハンク：チャーリー・マーフィー
- カヤ：ボー・ギャレット
- ロブ・ホーン：M・C・ゲイニー
- アリー：ホイットニー・エイブル
- チャーリー：トミー・デューイ